# 佐川宣寿
佐川 宣寿（さがわ のぶひさ、1957年11月6日 - ）は、日本の財務官僚。第48代国税庁長官。森友学園に関する決裁文書が改竄された当時に財務省理財局長を務めた。2018年3月2日に朝日新聞が公文書書き換えの疑いをスクープすると、7日後に国税庁長官を辞任して財務省を退官した。

## 経歴
福島県平市（現・いわき市）出身。平市立平第一小学校、いわき市立平第一中学校で学ぶ。同平第一中学校3年の時、父を亡くした。その後、東京都内の中学校に転校した。
1973年に都立高校学校群第11群を受験して九段高校へ進学し、学費は3人の兄が負担した。1976年に卒業後、2浪して東京大学文科二類へ入学し、経済学部で農業経済学を専攻する。
1982年3月に東京大学を卒業して4月に大蔵省へ入省する。入省同期に片山さつき（自民党参議院議員）、福田淳一（財務次官）、迫田英典（国税庁長官）、梶川幹夫（関税局長）、田中修（税務大学校長）、遠藤俊英（金融庁長官）、大蔵省接待汚職事件に関わった榊原隆や佐藤誠一郎らがいる。福田と佐川は将来の有力な次官候補と見做された。
1984年 大阪国税局調査部、1987年 名古屋国税局高山税務署長、1998年7月 近畿財務局理財部長、2001年 塩川正十郎財務大臣秘書官、2004年 財務省主計局主計官（外務、経済協力、経済産業係担当）、2008年 主税局総務課長、2010年 財務省大臣官房審議官（主税局担当）、2011年7月1日 内閣官房内閣官房副長官補付内閣審議官、東日本大震災復興対策本部事務局次長、2012年2月10日 復興庁統括官付審議官 、2013年6月28日 大阪国税局長、2014年7月 国税庁次長、2015年7月7日 関税局長、2016年6月17日 理財局長。
2017年2月24日に豊中市の国有地を学校法人森友学園へ売却した件について、衆議院予算委員会で「学園との交渉や面会の記録は速やかに廃棄した」と答弁した。
2017年7月5日 国税庁長官。
2018年3月9日に財務省を依願退官し、一時期は出身地いわき市で「いわき応援大使」を務めた
2023年5月に赤木俊夫配偶者の雅子による損害賠償請求訴訟控訴審で、佐川の代理人が「意見書の提出を1か月ぐらい前倒ししていただきたい。佐川は訴訟が継続して就職活動もできない状態になっており、長引くことがダメージになっております。急いでいただいて、日程を1か月早めて欲しい」と発言する。2024年4月10日に最高裁第三小法廷は、二審の判決理由に「道義的責任に基づき、あるいは一人の人間として、誠意を尽くした説明および謝罪があってしかるべき」と記した。

## 森友学園をめぐる公文書改竄事件

### 理財局長
2016年6月17日に佐川が理財局長となる。6月20日に財務省近畿財務局は、学校法人森友学園と豊中市の国有地について売買契約を締結し、売却金額は非公開とされた。
2017年2月8日に豊中市議会議員の木村真は、国が森友学園へ売却した国有地の代金が公開されないのは不当、として開示を求めて大阪地裁へ提訴した。2月9日に朝日新聞は、払い下げの国有地に新設予定の安倍晋三記念小学校の名誉校長が安倍昭恵であること、森友学園側に契約違反があった場合、国が「1億3400万円」で買い戻す特約がついていたこと、森友学園の籠池泰典理事長が売却額が買い戻し特約と同額と認めたこと、売却額は同じ規模の近隣国有地の10分の1であること、籠池が日本会議大阪の役員を務めていることなどを報じた。2月10日に財務省は、売却価格は1億3400万円であると公表して売却価格が格安な理由を「地下に大量のごみがあったため」と説明した。

### 公文書改竄
2017年2月15日の衆議院財務金融委員会で野党が追及を始め、日本共産党の宮本岳志は国交省職員から土壌汚染除去費用の総額を聞き出して、佐川に質問した。
2月17日に安倍晋三首相は、衆議院予算委員会で民進党の福島伸享から追及を受けると「私や妻が関係していたということになれば、まさに私は、それはもう間違いなく総理大臣も国会議員もやめるということははっきりと申し上げておきたい」と答弁した。
2月22日に菅義偉官房長官は、佐川、財務省大臣官房総括審議官の太田充、理財局総務課長の中村稔を首相官邸に呼び、国有地売却の経緯などについて説明を求めた。この報告会議は国土交通省航空局次長の平垣内久隆と同局総務課企画官も同席し、おもに佐川が説明した。
2月23日に菅は前日の会議の内容を安倍に報告した。同日午後に森友学園は、「瑞穂の國記念小學院」の公式サイトから安倍昭恵の写真と挨拶文を削除した。
2月17日の衆議院予算委員会、2月24日の同予算委員会、同日の同財務金融委員会のいずれかの委員会で、安倍の秘書官の一人が十数メートル先に座る佐川に歩み寄り、「もっと強気で行け。PMより」と書かれた1枚のメモを手渡した。2月24日に佐川は衆議院予算委員会で「森友学園との交渉や面会の記録は速やかに廃棄した」と答弁した。同日午後に内閣官房長官長官記者会見で記者は、佐川の廃棄発言について菅に質問した。菅は「面会等の記録についてはその保存期間は1年未満とされている」と示したうえで、「契約書を含む国有財産の取得および処分に関する決裁文書については30年間の保存期間が定められており、そこにほとんどの部分が書かれてある」から問題はないと説明した。
同年2月26日に財務省は、国有地売却の決裁文書から安倍昭恵、鴻池祥肇の秘書、平沼赳夫の秘書、北川イッセイの副大臣秘書官らに関する記述を「できる限り早急に」削除するよう、近畿財務局の職員7人にメールで指示した。近畿財務局は同日から文書の改竄を開始した。安倍首相と籠池の関係を指し示す記述も改竄が行われ、「籠池康博氏は、『日本会議大阪代表・運営委員』を始めとする諸団体に関与」「日本会議と連携する組織として、超党派による『日本会議国会議員懇談会』が平成9年5月に設立され、現在、会長に平沼赳夫議員、副会長に安倍晋三総理らが就任」などの文言が削除された。
3月20日に財務省国有財産審理室は、近畿財務局職員に「局長からの指示により、調書につきまして、現在までの国会答弁を踏まえた上で、作成するよう直接指示がありました」と記されたメールを送信した。当該メールは元近畿財務局職員の赤木俊夫が改竄の経緯をまとめた文書（通称「赤木ファイル」）に保存され、のちに公開されて佐川の関与が明らかになる。
4月3日に衆議院決算行政監視委員会で、「行政文書は紙もパソコン上のデータも同様に取り扱いにしている。データは短期間で自動的に消去され、復元できないようなシステムになっている」と答弁した。4月7日の衆議院内閣委員会で部下の中尾睦理財局次長は、「自動消去という機能は基本的にない。データを削除した場合は14日間は復元可能だが、それを超えると復元できない。通常の職員はそういうことはできない仕組みになっている」と述べ、佐川の答弁を事実上訂正した。4月10日に財務省情報管理室の担当者は朝日新聞の取材に応じ、「復元は難しいが、できないとは断言できない」と復元の可能性を認めた。佐川は4月12日の衆議院財務金融委員会で「電子データも文書管理規則にのっとり、紙と同様に削除している。その後、一定期間が経過すれば、自動的に削除される」「専門家においてもデータの復元ができないと聞いている」と主張した。「財務省全体として大量のデータを日々追加、更新しており、サーバーの容量にほとんど余裕がない中で、（削除されたデータは）日々置き換わっている状況だ」と述べた。
5月15日に市民団体「健全な法治国家のために声をあげる市民の会」（代表：八木啓代）は、財務省が森友学園との交渉記録を廃棄したとして、佐川、迫田英典、田中一穂、中尾睦、武内良樹、田村嘉啓、池田靖ら7人に対する公用文書等毀棄容疑で告発状を東京地方検察庁へ提出した。東京地検はのちに被疑事件を大阪地方検察庁特別捜査部へ移送した。
7月4日に財務省は、佐川を7月5日付で国税庁長官とする人事を発表した。自由党の森裕子は「あからさまな論功行賞の人事だ。首相を守るため、『ありえない』答弁を平然と繰り返して栄転された」と反発し、与党の閣僚経験者も「事実に背を向けてでも、官邸の意向に従っていれば出世できるというあしき前例になる」と、起用した政府の姿勢を疑問視した。麻生財務相と菅義偉官房長官はともに「適材適所」と述べた。
3月に大阪地検特捜部は、豊中市議会議員木村真らから刑事告発を受理するも背任容疑の捜査が難航し、近畿財務局のコンピュータから押収したデータをもとに公文書変造容疑の捜査を先行する。同年夏から秋にかけてDF（デジタルフォレンジック）センター準備室がデータの復元および解析を行い、決済文書改竄の痕跡を発見した。

### 財務省を退官
2018年3月2日に朝日新聞は一面トップで、国有地取引をめぐる決裁文書が書き換えられている疑いを初めて報じた。3月7日に赤木俊夫が神戸市内の自宅で自死し、3月8日に近畿財務局管財部長の楠敏志が赤木宅を弔問した。
3月9日に佐川は、麻生太郎財務大臣に国税庁長官の職を辞して退職したい旨を申し出た。政府は持ち回り閣議で佐川の辞任を認める人事を決定した。赤木の死について記者から問われると、佐川は「今日のニュースで知った」と答えた。
3月9日夜に麻生は記者会見で「国有財産行政に対する信頼を損なったことを踏まえ、減給20％3か月分の懲戒処分を実施する」と述べ、同時に処分を科したことを明らかにした。辞任を申し出た理由は「（1）理財局長当時の国会対応が丁寧さを欠いており、混乱をもたらした。（2）行政文書の管理について指摘を受けた。（3）書き換え疑惑のある決裁文書について、担当局長であった」の三点とされた。矢野康治財務省大臣官房長は財務金融委員会で懲戒の減給額は約66万円と答弁し、退職金4999万円から差し引かれた。
3月12日に財務省は「14件の決裁文書を書き換えた」ことを認め、「決裁文書の書き換えの状況」と題する書き換え前と書き換え後の対照表を公表した。3月13日付の読売新聞夕刊は、自殺した職員である赤木の遺書に「本省の指示で文書を書き換えさせられた」記述があると報じた。
3月27日に佐川は衆参両院の予算委員会で証人喚問を受けた。文書改竄の指示などに関する質問に対して「刑事訴追の恐れがある」と40回以上証言を拒否した。自民党の丸川珠代から「安倍総理からの指示はありませんでしたね」「安倍総理夫人からの指示もありませんでしたね」と聞かれると、それぞれ「ございませんでした」と明確に答えた。丸川は「官邸の官房長官、官房副長官、総理秘書官、安倍総理の秘書官、麻生財務大臣、麻生財務大臣の秘書官、財務省の事務次官、官房長などの大臣官房、他の局の幹部」からの指示はあったかと繰り返し尋ね、佐川はそのたびに立ち上がり「ございませんでした」と答えた。
5月31日に大阪地検特捜部は、佐川ら財務省幹部38人全員を不起訴処分とした。6月4日に財務省は「森友学園案件に係る決裁文書の改ざん等に関する調査報告書」を公表し、退職者2人を含む幹部ら20人の処分を発表した。佐川は停職3か月の懲戒処分とされた。
2019年3月15日に大阪第一検察審査会は、不起訴処分とした38人のうち、有印公文書変造・同行使容疑などで佐川ら6人、背任容疑などで管財部次長の小西眞ら4人について「不起訴不当」と議決した。8月9日に大阪地検特捜部は佐川ら10人を再び不起訴処分とした。

### 赤木雅子による提訴
2020年3月18日発売の『週刊文春』3月26日号は総計15ページにわたる森友学園問題の特集記事を組み、赤木が死の直前に書いた手記全文を掲載した。手記は「元は、すべて、佐川理財局長の指示です」「佐川理財局長の指示を受けた、財務本省理財局幹部、杉田補佐が過剰に修正箇所を決め、杉田氏の修正した文書を近畿局で差し替えしました」と記していた。
3月18日に赤木の配偶者赤木雅子は、国に約1億700万円、佐川に約550万円の損害賠償を求めて大阪地裁へ提訴した。赤木の弁護団は同日に手記全文を公表した。
2021年12月15日に国は、自殺と森友学園問題に関する決裁文書改竄作業との因果関係を認めて「請求認諾」して、訴訟を終結させた。
2022年2月9日に大阪地裁で口頭弁論が開かれ、赤木雅子は、佐川側が賠償請求を認めて「認諾」をすることを避けて尋問などで改竄の経緯を明らかにするため、賠償請求額を550万円から1650万円へ増額した。
9月16日に赤木雅子、川内博史、辻恵らは、情報開示請求に「不存在」と虚偽の理由で不開示決定をされたとして、佐川、元理財局総務課長の中村稔、元同局国有財産審理室長の田村嘉啓の3人に対する虚偽有印公文書作成と同行使容疑の告発状を東京地検特捜部へ提出した。
11月25日に大阪地裁は、佐川に対する1650万円の損害賠償を求める裁判で「公務員の個人責任を認める法的根拠は見いだしがたい」として請求を棄却した。佐川は裁判中は公の場所に現れず、当該裁判は代理弁護士も出廷しなかった。12月2日に赤木雅子は控訴した。
12月27日に東京地検特捜部は、虚偽有印公文書作成と同行使容疑の刑事告発についていずれも嫌疑不十分で不起訴とした。
2023年5月1日に佐川へ損害賠償を求めた訴訟の控訴審で赤木雅子は、一審で認められなかった佐川の本人尋問の実施を大阪高裁へ申請し、中村稔、田村嘉啓、近畿財務局の赤木俊夫の上司ら計4人の証人尋問も求めた。9月13日の控訴審第1回口頭弁論で黒野功久裁判長は、「尋問を実施する必要がない」として佐川の尋問を認めずに結審した。12月19日に大阪高裁は1審判決を支持し、赤木雅子の控訴を棄却した。判決理由で黒野裁判長は、赤木雅子が佐川に経緯の説明や謝罪を求めていることについて「誠意を尽くした説明や謝罪があってしかるべきとも考えられるが、法的義務を課すことは困難」と言及した。12月27日に赤木雅子は判決を不服として上告した。最高裁第3小法廷は2025年3月12日付で赤木雅子の上告を棄却した。

## 略歴

### 学歴
- 1973年3月 ： いわき市立平第一中学校卒業
- 1976年3月 ： 都立九段高校卒業
- 1978年4月 ： 東京大学文科二類入学
- 1982年3月 ： 東京大学経済学部卒業

### 職歴
- 1982年4月 ： 大蔵省入省（主計局総務課）
- 1987年7月 ： 高山税務署長
- 1988年7月 ： 銀行局総務課課長補佐（金融市場）[110]
- 1990年6月 ： 日本貿易振興会コペンハーゲン事務所長
- 1993年7月 ： 主計局調査課課長補佐
- 1994年7月 ： 主計局主計官補佐（通産第一、二係主査）
- 1996年7月 ： 銀行局中小金融課課長補佐（総括、第二地銀）[111]
- 1997年6月 ： 銀行局総務課課長補佐（総括）[111]
- 1998年7月 ： 近畿財務局理財部長
- 1999年7月 ： 大臣官房文書課広報室長
- 2000年7月 ： 大臣官房秘書課首席監察官兼大臣官房秘書課人事企画室長
- 2001年4月 ： 財務大臣秘書官事務取扱
- 2003年9月 ： 主計局調査課長
- 2004年7月 ： 主計局主計官（外務、経済協力、経済産業係担当）
- 2005年7月 ： 主税局税制第三課長
- 2006年7月 ： 主税局税制第二課長
- 2008年7月 ： 主税局総務課長
- 2011年7月 ： 内閣官房内閣官房副長官補付内閣審議官、東日本大震災復興対策室審議官、東日本大震災復興対策本部事務局次長。
- 2013年6月 ： 大阪国税局長
- 2014年7月 ： 国税庁次長
- 2015年7月 ： 関税局長
- 2016年6月 ： 理財局長
- 2017年7月 ： 国税庁長官
- 2018年3月 ： 辞職